# Коротков, Константин Петрович
Константин Петрович Коротков – советский металлург, инженер-конструктор, лауреат Ленинской премии.
Родился в 1912 году.
Окончил Горьковский индустриальный институт (1939).
В 1939-1956 - инженер-конструктор, с 1956 - начальник конструкторского бюро непрерывной разливки стали кораблестроительного завода «Красное Сормово» (Горький).
Соавтор книги, переведенной на английский язык:  Коротков К.П., Майоров Н.П., Скворцов А.А., Акименко А.Д. Промышленное применение непрерывной разливки стали. Л.: Судпромгиз, 1958. - 152 с. (The continuous casting of steel in commercial use. New York, Pergamon Press, 1960).
Соавтор книги: Освоение непрерывной разливки стали / А.Д.Акименко, К.П.Коротков, Н.Т.Майоров, А.А.Скворцов, Л.Б.Шендеров.- М.: Судпромгиз, 1961.- 226 с.
Ленинская премия 1958 года (в составе коллектива) — за создание первых промышленных установок непрерывной разливки стали.